# Oswald der lustige Hase

Oswald der lustige Hase (Darstellung aus Trolley Troubles)

Oswald der lustige Hase (Originalname: Oswald the Lucky Rabbit) ist eine Zeichentrickfigur, die von Walt Disney und seinem Studio 1927 für die Universal-Pictures-Produzenten Charles Mintz und George Winkler erfunden wurde. Die Figur ist der Vorläufer von Micky Maus.

## Entstehung unter Disney
Nach der Einstellung der Produktion der Serie Alice Comedies präsentierte Disney 1927 Oswald, nachdem er einen neuen Vertrag mit Universal Pictures abgeschlossen hatte. Noch im selben Jahr entstand mit Poor Papa ein erster Kurzfilm, der jedoch vom Produzenten Charles Mintz abgelehnt wurde, da ihm die Qualität zu schlecht war und die Figur zu alt schien. Nachdem Oswald durch Disneys Chefzeichner Ub Iwerks ein jüngeres Erscheinungsbild erhalten hatte, erfolgte mit Trolley Troubles die erste Veröffentlichung. In den folgenden zwei Jahren produzierte Disney 27 Kurzfilme, darunter Sleigh Bells. Gemäß der damals gängigen Praxis lagen die Rechte an der Figur jedoch nicht bei Disney, sondern Universal Pictures.
Der Erfolg der Figur führte dazu, dass Disney sein Team stückweise vergrößern und die Animationsqualität stetig verbessern konnte. Das Verhältnis zu Mintz war jedoch angespannt; von Iwerks erfuhr Disney, dass Mintz hinter seinem Rücken Mitarbeiter für sein eigenes Studio abgeworben hatte. Als er im Frühjahr 1928 mit Mintz einen neuen Vertrag mit höherem Budget aushandeln wollte, stellte dieser im Gegenzug mit Verweis auf die allgemein schlechte wirtschaftliche Lage drastische Kürzungen in Aussicht. Disney ging auf das deutlich niedrigere Angebot nicht ein und beendete die Zusammenarbeit mit Mintz. Damit gab er praktisch die von ihm erschaffene Figur auf, während ein Teil seiner vormaligen Angestellten, darunter die Animatoren Hugh Harman und Rudolf Ising, die an der Entwicklung von Oswald beteiligt gewesen waren, fortan für Mintz arbeiteten. Disney und Iwerks begannen ihrerseits mit der Entwicklung von Micky Maus, die zur weltweit bekanntesten Zeichentrickfigur avancieren sollte.

## Weitere Entwicklung
Ab 1929 wurden die Filme von Walter Lantz in einem eigens dafür geschaffenen Studio produziert. Noch im selben Jahr wurde dabei der erste Oswald-Film mit Ton präsentiert, Hen Fruit. Der erste Farbauftritt fand 1930 in dem Film The King of Jazz als Cameo statt. Die regelmäßige Produktion der Filme wurde 1938 eingestellt. 1943 folgte ein weiterer Film, der der letzte sein sollte.
Ab 1942 veröffentlichte der Verlag Dell Comics mehrere Comics mit Oswald in der Reihe New Funnies, später auch in Four Color Comics. Die Comics erschienen bis in die frühen 1960er Jahre. Oswald bekam in den Geschichten zwei Söhne, Floyd und Lloyd, zur Seite gestellt.
2006 gingen die Rechte der Figur wieder an die Firma Disney über. Daraufhin erschienen die Filme auf DVD.
2010 erschien für Nintendo Wii das Videospiel Disney Micky Epic, in dem Oswald an der Seite von Micky Maus die Rolle des Antihelden einnimmt. Es folgten Auftritte in Micky Epic: Die Macht der 2 und Micky Epic: Macht der Fantasie, die beide im November 2012 veröffentlicht wurden.

## Produktion
An der Produktion waren die Animatoren Ub Iwerks, Hugh Harman, Friz Freleng, Tex Avery, Les Clark, Ben Clopton, Norm Blackburn und Rollin „Ham“ Hamilton beteiligt. Die Urfilme waren ohne Ton, dieser wurde erst im Nachhinein hinzugefügt. Es wurden insgesamt 194 Filme produziert, davon die letzten drei in Farbe.
Ein Teil der Filme gilt inzwischen als verschollen. In den vergangenen Jahren tauchten jedoch vereinzelt Produktionen aus der Disney-Zeit wieder auf: Empty Socks (2014), Sleigh Bells (2015), The Ol’ Swimmin' Hole (2016) und Neck ’n’ Neck (2018).
- Trolley Troubles (1927)
- Great Guns! (1927)
- Africa (1930)
- Making Good (1932)